# Classon (Santa Fé)
Classon é uma comuna da província de Santa Fé, na Argentina. Sua população segundo o Censo em 2001 era de 1104 habitantes. Estando a 60km de Rosario.